# The Free World
The Free World is een Amerikaanse film uit 2016, geschreven en geregisseerd door Jason Lew. De film ging in wereldpremière op 26 januari op het Sundance Film Festival in de U.S. Dramatic Competition.

## Verhaal
Mo Lundy is pas vrijgekomen nadat hij twintig jaar in de gevangenis heeft gezeten voor een misdaad die hij niet begaan heeft. Hij zorgt voor mishandelde dieren in een asiel en probeert tevergeefs te reïntegreren in een wereld die hem vreemd is. Na een toevallige ontmoeting vindt hij een zielsverwante in Doris die getrouwd is met een gewelddadig man. Hij belandt in een situatie waarbij hij de juiste keuzes moet maken en zowel zijn zwaarbevochten vrijheid als zijn leven riskeert.

## Rolverdeling
| Acteur          | Personage      |
| --------------- | -------------- |
| Boyd Holbrook   | Mo Lundy       |
| Elisabeth Moss  | Doris Lamb     |
| Octavia Spencer | Linda Workman  |
| Sung Kang       | Detective Shin |
| Waleed Zuaiter  | Khalil         |